# Landtagswahl in Mecklenburg-Vorpommern 1998
- PDS: 20
- SPD: 27
- CDU: 24

- Regierung: 47
- Opposition: 24

Die Landtagswahl in Mecklenburg-Vorpommern 1998 war die dritte Wahl des Landtags seit der Wiederbegründung des Landes Mecklenburg-Vorpommern. Sie fand am 27. September 1998, zeitgleich mit der Bundestagswahl statt. Die SPD wurde erstmals stärkste Partei, während die CDU die Verliererin der Wahl war und die PDS ihre Stellung als dritte Kraft im Parlament festigte. Alle anderen Parteien scheiterten an der Fünf-Prozent-Hürde. Nach der Landtagswahl kam es zur ersten rot-roten Koalition aus SPD und PDS in Deutschland. Ministerpräsident wurde Harald Ringstorff.

## Wahlverfahren
Die dritte Landtagswahl in Mecklenburg-Vorpommern wurde auf Grundlage der Verfassung vom 23. Mai 1993 und des Landeswahlgesetzes für das Land Mecklenburg-Vorpommern vom 14. Dezember 1993 durchgeführt. Das Wahlverfahren sah jeweils eine Erst- und Zweitstimme vor, über die Verteilung der 71 Mandate entschied allein der Anteil der Zweitstimmen, berechnet wurde er durch das Hare/Niemeyer-Verfahren. Es galt die Fünf-Prozent-Hürde sowie eine Grundmandatsklausel bei drei gewonnenen Direktmandaten. Die Legislaturperiode betrug vier Jahre.

## Ausgangssituation
Zur Wahl stellte sich die Große Koalition unter dem christdemokratischen Ministerpräsidenten Berndt Seite, die von dauerhaften Spannungen und Misserfolgen gekennzeichnet war. Seit der Landtagswahl 1994 waren nur drei Parteien im Schweriner Landtag vertreten, die PDS war die einzige Oppositionspartei. Sowohl die FDP als auch Bündnis 90/Die Grünen sowie die rechtsextremen Parteien waren bei der letzten Wahl an der Sperrklausel gescheitert.

## Wahlkampf
Spitzenkandidaten für die Landtagswahl 1998 waren Ministerpräsident Berndt Seite für die CDU, Harald Ringstorff für die SPD und Helmut Holter für die PDS. Im Wahlkampf signalisierten sowohl die SPD als auch die PDS die Möglichkeit einer Zusammenarbeit. Die CDU sah deshalb die größte Gefahr in einer starken PDS und versuchte einerseits, ihr Profil als ostdeutsche Regionalpartei zu schärfen, sich andererseits von der Rote-Socken-Kampagne der Bundespartei zu distanzieren. Angesichts des Bundestrends zu Ungunsten der Union, einer Arbeitslosenquote in Mecklenburg-Vorpommern zwischen 20 und 30 Prozent sowie ständiger Koalitionsquerelen blieb diese Strategie erfolglos.

## Ergebnis

Direktmandate in den Wahlkreisen

Die Landtagswahl 1998 wurde stark von der am gleichen Tag stattfindenden Bundestagswahl beeinflusst. Diese war im Vorfeld von einer starken Polarisierung zwischen Union und Sozialdemokraten geprägt, die eine Wählerkonzentration auf die beiden Volksparteien zur Folge hatte. Das Ergebnis der Bundestagswahl zeigte einen deutlichen Wechselwillen mit Gewinnen der SPD und noch stärkeren Verlusten der Union. Diese Tendenz spiegelte sich auch im Ergebnis der Landtagswahl in Mecklenburg-Vorpommern wider. Ebenfalls auf die Bundestagswahl zurückzuführen war die Steigerung der Wahlbeteiligung bei der Landtagswahl von 72,9 Prozent auf 79,4 Prozent. Auch dieser hohe Wert begünstigte tendenziell die großen Parteien gegenüber den kleineren.
Während die SPD mit 4,8 Prozentpunkten deutlich hinzugewann und erstmals die stärkste Fraktion im Landtag stellte, war die CDU mit einem Verlust von 7,5 Prozentpunkten gegenüber 1994 die klare Verliererin der Wahl. Die PDS festigte ihre Stellung als dritte Kraft im Parlament durch einen Zuwachs um 1,7 Prozentpunkte auf nunmehr 24,4 Prozent. Damit war die PDS bei dieser Wahl die dritte Kraft mit dem höchsten Wähleranteil aller Landtagswahlen in der Bundesrepublik (siehe Ergebnisse der Landtagswahlen in der Bundesrepublik Deutschland). Bündnis 90/Die Grünen büßte nochmals einen Prozentpunkt gegenüber 1994 ein und blieb mit 2,7 Prozent weit unterhalb der Fünf-Prozent-Hürde und ihrem Bundesdurchschnitt. Noch deutlicher scheiterte die FDP, die 2,3 Prozentpunkte verlor und mit einem Ergebnis von 1,6 Prozent auf das Niveau einer Splitterpartei zurückfiel. Die rechtsextremen Parteien DVU (2,9 Prozent), NPD (1,1 Prozent) und Republikaner (0,5 Prozent) scheiterten ebenfalls alle.
Somit blieb es im Schweriner Landesparlament bei einem Dreiparteiensystem. Die SPD errang 27 Mandate, die CDU 24 und die PDS 20.
| Listen            | Listen            | Erststimmen | Erststimmen | Erststimmen | Erststimmen | Zweitstimmen | Zweitstimmen | Zweitstimmen | Zweitstimmen | Mandate | Mandate |
| Listen            | Listen            | Stimmen     | %           | +/-         | Mandate     | Stimmen      | %            | +/-          | Mandate      | Anzahl  | +/-     |
| ----------------- | ----------------- | ----------- | ----------- | ----------- | ----------- | ------------ | ------------ | ------------ | ------------ | ------- | ------- |
|                   | SPD               | 392.774     | 36,6        | +6,6        | 20          | 371.885      | 34,3         | +4,8         | 7            | 27      | +4      |
|                   | CDU               | 346.581     | 32,3        | –7,2        | 14          | 327.948      | 30,2         | –7,4         | 10           | 24      | –6      |
|                   | PDS               | 273.681     | 25,5        | +1,8        | 2           | 264.299      | 24,4         | +1,7         | 18           | 20      | +2      |
|                   | DVU               | –           | –           | N/A         | –           | 31.194       | 2,9          | N/A          | –            | –       | –       |
|                   | GRÜNE             | 22.954      | 2,1         | –0,9        | –           | 29.240       | 2,7          | –1,0         | –            | –       | –       |
|                   | FDP               | 20.403      | 1,9         | –1,4        | –           | 17.062       | 1,6          | –2,3         | –            | –       | –       |
|                   | Pro DM            | –           | –           | N/A         | –           | 15.619       | 1,4          | N/A          | –            | –       | –       |
|                   | NPD               | 1.346       | 0,1         | +0,1        | –           | 11.531       | 1,1          | +0,9         | –            | –       | –       |
|                   | REP               | 4.560       | 0,4         | +0,4        | –           | 5.809        | 0,5          | –0,5         | –            | –       | –       |
|                   | AB 2000           | 5.349       | 0,5         | N/A         | –           | 4.225        | 0,4          | N/A          | –            | –       | –       |
|                   | GRAUE             | 814         | 0,1         | ±0,0        | –           | 2.649        | 0,2          | –0,2         | –            | –       | –       |
|                   | BfB               | –           | –           | N/A         | –           | 1.974        | 0,2          | N/A          | –            | –       | –       |
|                   | PBC               | 244         | 0,0         | N/A         | –           | 1.176        | 0,1          | ±0,0         | –            | –       | –       |
|                   | Einzelbewerber    | 5.290       | 0,5         | +0,3        | –           | –            | –            | –            | –            | –       | –       |
| Gesamt            | Gesamt            | 1.073.996   | 100         |             | 36          | 1.084.611    | 100          |              | 35           | 71      | –       |
|                   |                   |             |             |             |             |              |              |              |              |         |         |
| Ungültige Stimmen | Ungültige Stimmen | 41.638      | 3,7         | +0,9        |             | 31.023       | 2,8          | +0,3         |              |         |         |
| Wähler            | Wähler            | 1.115.634   | 79,4        | +6,6        |             | 1.115.634    | 79,4         | +6,6         |              |         |         |
| Wahlberechtigte   | Wahlberechtigte   | 1.404.552   |             |             |             | 1.404.552    |              |              |              |         |         |

## Regierungsbildung

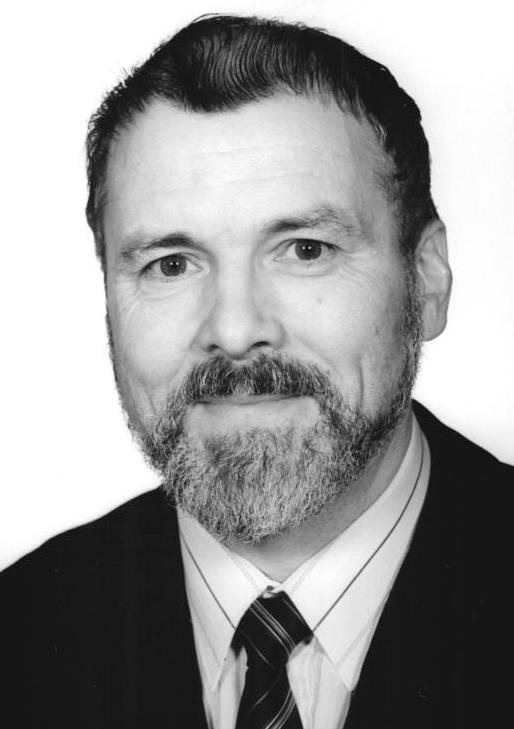
Harald Ringstorff (1990)

Angesichts des Wahlergebnisses war der SPD-Spitzenkandidat Harald Ringstorff designierter Ministerpräsident. Er war Landesvorsitzender der SPD seit 1990, Fraktionsvorsitzender 1990 bis 1994 und erneut seit 1996, sowie Minister für Wirtschaft und Angelegenheiten der Europäischen Union von 1994 bis 1996. Die Kräfteverhältnisse erlaubten der SPD sowohl eine Fortsetzung der Koalition mit der CDU, wobei sie diesmal den Regierungschef gestellt hätte, als auch ein Bündnis mit der PDS.
Hatte Ringstorff schon 1994 offen mit einem Linksbündnis unter seiner Führung geliebäugelt, so kam es diesmal tatsächlich zu einer Koalition mit der PDS. Bei den Koalitionsverhandlungen konnte die PDS kaum Forderungen durchsetzen. Lediglich die Regelanfrage bei der Gauck-Behörde für Mitarbeiter des öffentlichen Dienstes wurde ausgesetzt. Die Partei erhielt die drei Ministerien für Arbeit und Bau, Soziales sowie Umwelt. Die SPD-PDS-Regierung stellte die erste rot-rote Koalition in der Bundesrepublik dar. Zuvor gab es mit dem Kabinett Höppner I in Sachsen-Anhalt von 1994 bis 1998 lediglich eine rot-grüne Minderheitsregierung, die von der PDS toleriert wurde (sogenanntes Magdeburger Modell). Die Beteiligung der SED-Nachfolgepartei PDS rief bundesweit heftige Diskussionen hervor. Kritiker sprachen von einem „Tabubruch“ oder von einem „Sündenfall“, andere von einer „Normalisierung“ im Umgang mit einer demokratisch gewählten Partei, die fast ein Viertel der Stimmen erhielt. Ringstorff sah unter strategischen Gesichtspunkten in dem Bündnis nicht zuletzt eine Möglichkeit, die Oppositionspartei PDS durch die Einbindung in die Regierung zu „entzaubern“. Bei der Wahl Ringstorffs zum Ministerpräsidenten versagten ihm acht Abgeordnete aus dem eigenen Lager die Stimme. Dies wurde als deutliches Indiz für den Widerwillen in Teilen der eigenen Partei gegen die Zusammenarbeit mit der postkommunistischen PDS gewertet.